# Fernández (lutier)
Fernández fou un lutier, suposadament català, del segle xviii.
D'aquest constructor tan sols coneixem un violí datat el 1764. L'estructura de l'instrument ens mostra un sistema de construcció anacrònic, el de les antigues "vihuelas", aplicat al violí. La tapa és molt bombada i la barra harmònica està tallada a la mateixa tapa. Els riscles estan encastats a la tapa i fons. El disseny i les mides són molt personals i no s'ajusten als models de l'època.